# Flagge Trinidad und Tobagos

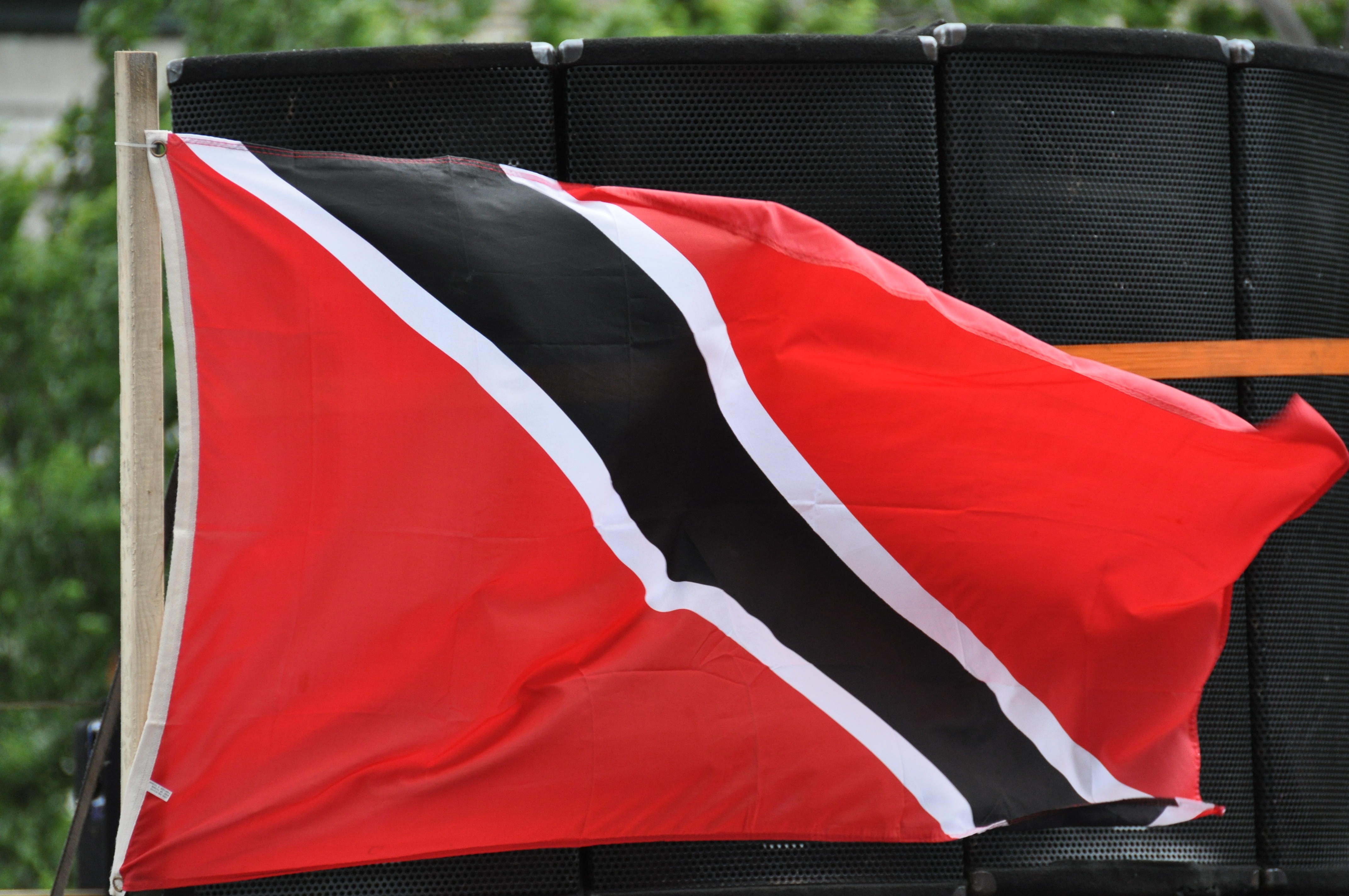
Wehende Flagge

Die Flagge von Trinidad und Tobago wurde am 31. August 1962 eingeführt.

## Bedeutung
In der Nationalflagge steht Rot für die Lebenskraft des Landes und seiner Bevölkerung sowie die Wärme und Energie der Sonne. Weiß symbolisiert das Meer, das die Inseln umgibt, die Reinheit der nationalen Bestrebungen und die Gleichheit aller Menschen. Schwarz steht für die Einheit und Tatkraft der Bevölkerung sowie den Reichtum des Landes.

## Geschichte
Blue Ensigns wurden von der britischen Kolonie bis 1962 benutzt. Einige Male wurde das Emblem in dieser Zeit verändert. 
Mit Verkündung der bevorstehenden Unabhängigkeit Trinidads wurde im Juni 1962 das „Independence Committee“ eingesetzt, ein Gremium, das verschiedene Aspekte der Unabhängigkeit vorbereiten sollte und dem unter anderem mehrere Künstler angehörten. Das Gremium verantwortete die Gestaltung der zukünftigen Nationalflagge. Mit der Unabhängigkeit des Landes am 31. August 1962 wurde die Flagge verwendet und mit dem „National Emblems of Trinidad and Tobago (Regulation) Act: Chapter 19:04“ 1967 gesetzlich als Nationalflagge festgeschrieben.
Die persönliche Flagge der britischen Königin Elisabeth II. ist nicht mehr in Verwendung, seitdem 1976 Trinidad und Tobago eine Republik ist.

Kolonialflagge, 1889 bis 1958
Kolonialflagge, nach 1958
Persönliche Flagge von Elisabeth II., 1966 bis 1976

## Weitere Flaggen Trinidad und Tobagos
Die Handelsflagge und Dienstflagge zur See unterscheidet sich lediglich im Größenverhältnis. Die Seekriegsflagge basiert auf dem britischen White Ensign in das als Gösch die Flagge von Trinidad und Tobago eingefügt ist.

1:2  Handels- und Dienstflagge zur See
1:2  Seekriegsflagge